# Petruskirche (Mannheim)

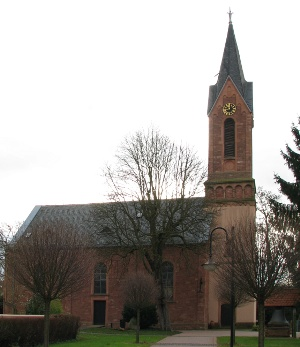
Petruskirche

Die Petruskirche ist eine evangelische Kirche im Mannheimer Stadtteil Wallstadt. Sie wurde zwischen 1868 und 1871 nach den Plänen von Hermann Behaghel erbaut.

## Geschichte
Im Lorscher Codex wurde 788 in einer Schenkungsurkunde eine dem Heiligen Sulpicius geweihte Kirche in Wallstadt erstmals erwähnt. Im Wormser Synodale von 1496, einem Visitationsprotokoll der Pfarrgemeinden des Bistums Worms, wurde die nun unter dem Patronat des Petrus stehende Kirche beschrieben. Nach der Einführung der Reformation 1556 unterlag Wallstadt wie die gesamte Kurpfalz mehrfachen Religionswechseln und im Dreißigjährigen Krieg wurden die Kirche und das Dorf zerstört. Lediglich der Turm und die Umfassungsmauern blieben erhalten, verfielen aber in der Folgezeit weiter. Die Kirchenruine fiel bei der Pfälzischen Kirchenteilung 1705 den Reformierten zu. Erst 1791 war die Petruskirche wieder aufgebaut, einen eigenen Pfarrer allerdings gab es nicht. Wallstadt blieb eine Filiale der reformierten Kirche in Feudenheim.
Zwischen 1868 und 1871 wurde die alte Kirche abgerissen und eine neue Kirche erbaut. Die Einweihung war am 16. Oktober 1872. Zur Jahrhundertwende stieg die Zahl der evangelischen Einwohner in Feudenheim und Wallstadt stark an, so dass 1904 ein eigenes Vikariat und 1918 eine eigene Pfarrstelle in Wallstadt eingerichtet wurden. Im Zweiten Weltkrieg unversehrt geblieben, wurde die Petruskirche 1954, 1979 und 2000 renoviert.

## Beschreibung

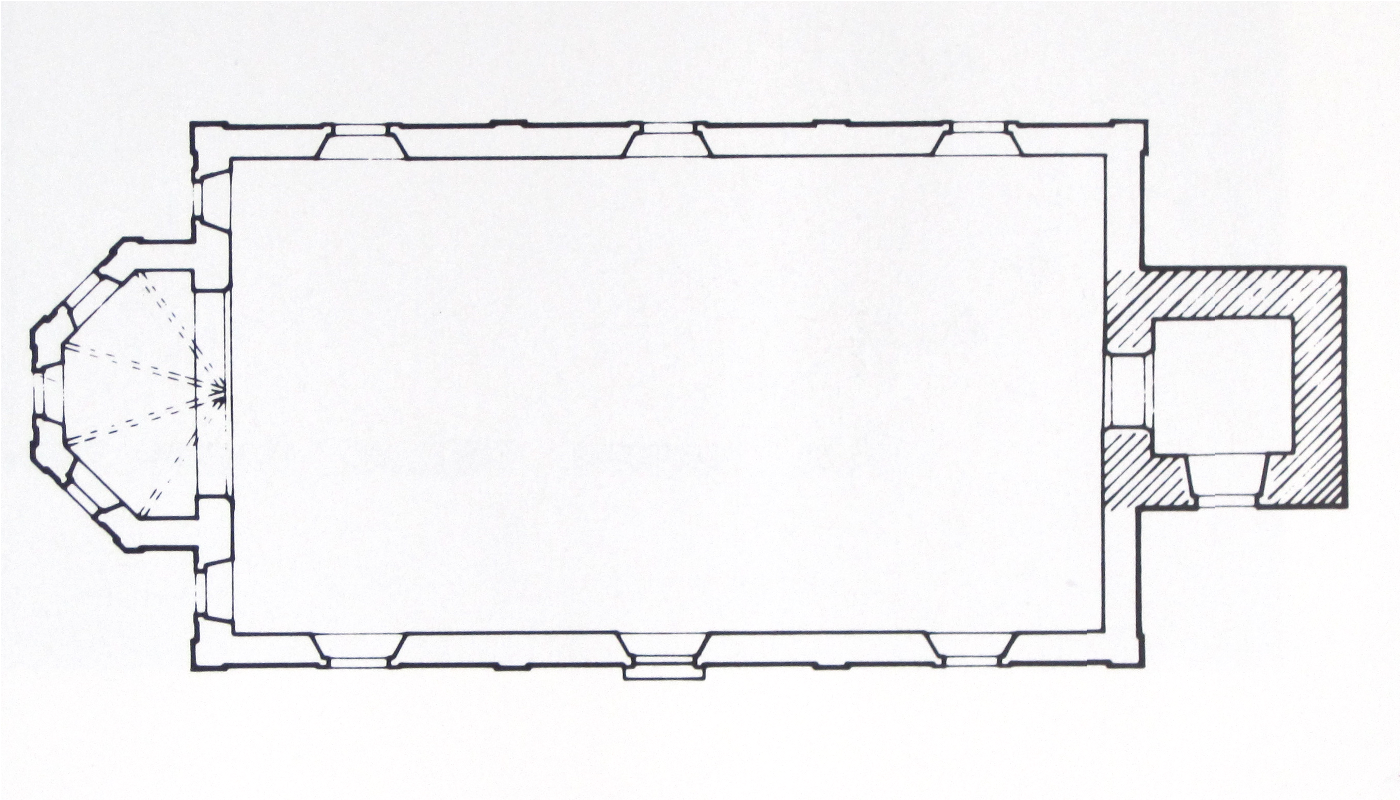
Grundriss

Die Petruskirche befindet sich im Zentrum Wallstadts, etwas zurückgesetzt von der Straße, in der Nähe des Rathauses. Sie war eine der ersten Kirchen des Architekten Hermann Behaghel, nachdem er Amtsvorstand der evangelischen Kirchenbauinspektion Heidelberg geworden war. Der Stil lehnt sich in der Fassade und den Rundbogenfenstern an die Neuromanik und beim Turm, dessen unterer Teil vom Vorgängerbau übernommen wurde, an die Neugotik an. Die Kirche hat ein einschiffiges Langhaus und einen eingezogenen, polygonalen Chor.

## Orgel
Die Orgel wurde 2011 von Rensch Orgelbau gebaut. Die Labien der Prospektpfeifen formen einen Fisch, Symbol der Petruskirche. Das Instrument hat 14 Register (828 Pfeifen) auf zwei Manualen und Pedal. Im Hauptwerk sind zwei Register Vorabauszüge.
| I Hauptwerk C–f3 |                      |       |
| 1.               | Principal            | 8′    |
| 2.               | Rohrflöte            | 8′    |
| 3.               | Octave               | 4′    |
| 4.               | Quinte (vorab Nr. 5) | 2 ⁄3′ |
| 5.               | Sesquialter II       | 2 ⁄3′ |
| 6.               | Octave (vorab Nr. 7) | 2′    |
| 7.               | Mixture IV           | 2′    |

| II Hinterwerk C–f3 |           |       |
| 8.                 | Viola     | 8′    |
| 9.                 | Gedeckt   | 8′    |
| 10.                | Hohlflöte | 4′    |
| 11.                | Piccolo   | 2′    |
| 12.                | Trompete  | 8′    |
| 13.                | Quinte    | 1 ⁄3′ |
|                    | Tremulant |       |

| Pedalwerk C–f1 |             |     |
| 14.            | Subbass     | 16′ |
| 15.            | Violflöte   | 8′  |
| 16.            | Tenoroktave | 4′  |

- Koppeln: II/I (auch als Suboktavkoppel), I/P, II/P

## Geläut
Das Geläut besteht aus vier Bronzeglocken. Die älteste, bei Anselm Franz Speck 1791 in Heidelberg gegossene Glocke musste im Zweiten Weltkrieg abgegeben werden. Sie entging aber der Einschmelzung und konnte 1947 wieder zurückgeholt werden. Zwei weitere Glocken wurden 1980 von der vormaligen Gießerei Schilling gegossen. Am 10. Dezember 2021 wurde in der Glockengießerei Bachert die vierte Glocke gegossen. Sie trägt die Inschrift „Lasst die Kinder zu mir kommen, denn ihnen gehört das Himmelreich“ und soll als Taufglocke genutzt werden.
| Name          | Symbol | Ton     | Gussjahr | Inschrift                                                                                     | Ø (mm) | kg  |
| ------------- | ------ | ------- | -------- | --------------------------------------------------------------------------------------------- | ------ | --- |
| Sterbeglocke  | Fisch  | fis′ +2 | 1980     | Wachet und betet, daß ihr nicht Anfechtung fallet (Mt 26,41 )                                 | 1055   | 680 |
| Betglocke     | Schiff | a′ +4   | 1980     | Gott ist Liebe; und wer in der Liebe bleibt, der bleibt in Gott und Gott in ihm (1 Joh 4,16 ) | 935    | 440 |
| Kleine Glocke |        | h′ +2   | 1791     | Anselm Speck in Heidelberg goß mich der reformierten Gemeinde in Walstatt anno 1791           | 700    | 172 |
| Taufglocke    |        | cis′    | 2021     | Lasst die Kinder zu mir kommen, denn ihnen gehört das Himmelreich                             | 720    | 220 |